# هابیل علی‌اف
هابیل علی‌اف (به ترکی آذربایجانی: Habil Əliyev) (۲۸ مهٔ ۱۹۲۷، آغ‌داش – ۸ سپتامبر ۲۰۱۵) نوازندهٔ کمانچه اهل جمهوری آذربایجان بود.

## زندگی‌نامه
هابیل مصطفی‌اوغلو علی‌اف در ۶ خرداد ۱۳۰۶ خورشیدی در روستایی در منطقهٔ آغ‌داش در جمهوری آذربایجان به دنیا آمد. زمانی‌که هابیل علی‌اف در دبستان مشغول تحصیل بود احمد آغدامسکی خواننده مشهور آن زمان، اتاقی در خانه آنها اجاره کرد و این حضور و رفت‌وآمدهای آغدامسکی با دیگر موسیقیدانان سرآغاز علاقه هابیل به موسیقی شد. علاقه و کشش هابیل به موسیقی با تشویق و حمایت مادر همراه شد به گونه‌ای که بعدها در گفتگویی اعلام کرد که حضورش در دنیای هنر را مدیون دو نفر است: اول احمد آغدامسکی و دیگری مادرش نسا خانم.
با تشویق‌های آغدامسکی و حمایت‌های مادر وارد مدرسه موسیقی در آغ‌داش شد و ساز تار را انتخاب کرد ولی به علت ضعف جثه نمی‌توانست به درستی تار را در دست بگیرد به همین خاطر ساز کمانچه را برگزید.

۱۱ ساله بود که اولین بار در مدرسه به اجرای موسیقی پرداخت. هابیل بعد از اتمام کلاس هفتم وارد مدرسه پداگوژی شد و همزمان نیز در تئاتر دولتی درام وزیروف آغداش ساز می‌زد.
در سال ۱۹۵۲ به باکو رفت و وارد مدرسهٔ موسیقی عاصف زینالی شد و شروع به یادگیری ظرائف مقام‌های موسیقی نزد قربان پیریمف (نوازنده تار) و خان شوشینسکی کرد. در سال ۱۹۵۳ وی وارد انجمن فلارمونیک دولتی آذربایجان شد.
اولین حضور وی در تلویزیون در سال ۱۹۶۱ بود که در آنجا وی سه‌گاه را با تکنیک‌های نوینی اجرا کرد که بحث‌های بسیاری را برانگیخت.

هابیل علی‌اف اجراهای بسیاری در شوروی و همچنین ترکیه، ایالات متحده آمریکا، آلمان، انگلستان، فرانسه، هندوستان، پاکستان، ایران، مصر، سوئد، هلند، تونس، ژاپن، سوریه و… داشته‌است.
وی در سال ۱۹۵۴ ازدواج کرده و صاحب سه دختر و یک پسر بود.

هابیل علی‌اف، در ۸ سپتامبر ۲۰۱۵، پس از چندین روز در کما بودن، در بیمارستانی در باکو درگذشت.

## علی‌اف در ایران
پس از انقلاب ۱۳۵۷، برخی از گروه‌های چپ به انتشار و رواج موسیقی افرادی مانند علی‌اف، رامیز قلیف و امیراف دادند و به این ترتیب بود که جامعه ایران با صدای ساز علی‌اف آشنا شدند. وی پس از سال ۱۹۹۰ بارها به ایران آمد و در سال‌های متفاوت برنامه‌های مختلفی با موسیقیدانانی چون علیرضا افتخاری، محمدرضا شجریان، جلیل شهناز، حبیب الله بدیعی، علی اصغر شاه زیدی، علی تجویدی، نصرالله ناصح‌پور، و کسایی داشت.
هم‍چنین شش آلبوم از تکنوازیهای علی‌اف و نیز همنوازیش با محمدرضا شجریان در ایران منتشر شد. وی علاقه‌اش به برگزاری کنسرت در ایران به حدی بود که حتی چهار سال پس از آنکه برای همیشه از نواختن روی صحنه اعلام بازنشستگی کرد، بار دیگر به ایران آمد و کنسرت داد.